# Валь-дю-Міньон
Валь-дю-Міньон (фр. Val-du-Mignon) — муніципалітет у Франції, у регіоні Нова Аквітанія, департамент Де-Севр. Валь-дю-Міньон утворено 1 січня 2019 року шляхом злиття муніципалітетів Пріер, Ториньї-сюр-ле-Міньйон i Юссо. Адміністративним центром муніципалітету є Юссо. Населення — 1082 особи (01.01.2021).